# Scotiptera venatoria
Scotiptera venatoria är en tvåvingeart som först beskrevs av Fabricius 1805.  Scotiptera venatoria ingår i släktet Scotiptera och familjen parasitflugor. Inga underarter finns listade i Catalogue of Life.